# 코시미즈 아미
코시미즈 아미(일본어: 小清水 亜美, 1986년 2월 15일 ~ ) 또는 고시미즈 아미는 일본의 성우이다.
극단와카쿠사 소속이었지만, 2005년부터 야에가키사무소(극단와카쿠사 계열의 예능 사무소) 소속이 된 후 2007년 이후 프리가 되었다. 2007년 11월에 프로덕션 바오밥 소속이 되었다. 도쿄도 고쿠분지시 출신.

## 약력
키168cm .몸무게48kg .별자리는 물병 자리.
코시미즈 아미는 11살 때 극단 어린풀(若草)에 들어가 연기 활동을 하기 시작한다.
하지만 중학교 2 학년 때 당시 신장이 160cm가 넘었기 때문에 아역으로서 활동하기가 힘들어지자 고시미즈 아미는 고민을 하게 된다.
코시미즈 아미는 여전히 연기가 하고 싶었고 성우라면 신장과 관계 없이 폭넓게 연기하는게 가능하다고 생각한 것이 성우로서의 꿈을 키운 계기라고 한다. [
이후 극단의 선배였던 이이즈카 마유미에 영향을 받으면서 본격적으로 성우로서의 길을 지향하게 된다.
참고로 고교시절, 극단의 회비를 내는 것을 잊어버려, 가지고 있던 돈으로 해결하려 했으나, 어떻게 해도 수십엔 정도가 부족했는데
코시즈미는 간식용으로 가지고 있었던 츄파츕스를 물납(극단직원에게 모자라는 만큼의 츄파츕스를 넘김)했다는 에피소드가 있다.
2003년(고2 때)에 ABC, TV 아사히계의 애니메이션 「내일의 나쟈」주인공 나쟈 애플필드역의 오디션에 합격해 성우가 된다.
처음 주인공을 맡은 「내일의 나쟈」의 영향인지, 극단의 아역배우들에게서 「나쟈언니!(나쟈노오네짱) 」라고 불린다고 한다.
「내일의 나쟈」드라마CD 수록 시에 횡포(おうぼう오-보-)를 관망「요코보-(よこぼう)」이라고, 또 유예(猶予 유-요)를 주저「츄-쵸(ちゅうちょ)」라고 잘못 읽는 등 한자에는 약하다는 말이 있다.
2005년부터 여덟담사무소(八重垣事務所)라는 극단 어린풀 밑의 예능사무소(劇団若草系列の芸能事務所)에 소속되어, 「 스쿨럼블 」 ( 츠카모토 텐마 역), 「 부탁해 마이 멜로디」 ( 사쿠라즈카 미키 역), 「교향시 편 에우레카 세븐 」 ( 아네모네 역) 등으로 경력을 쌓아올리기 시작한다.
그리고 4월 2일부터 문화방송에서 방송중인 「A&G 미디어 스테이션 컴차트 카운트다운」의 2대 여성MC를 맡고 있다.
이 프로그램에서, 오하라 사야카 같은 어른 여성을 목표로 하고있다는 발언을 했으나,
함께 퍼스널리티를 맡고있던 사쿠라이 타카히로나 그날 게스트였던 나바타메 히토미는 「무린데요(직역하자면 조금 먼데요)」라고 말했다.
이상한 혼잣말을 하거나 엉뚱한 발언을 반복하는 것이 많고, 그때마다 보여주는 능글능글한 얼굴도 정평이 나있다.
때로 글로 나타낼 수 없는 괴성을 내기도.
2007년 봄 에 여덟담사무소(八重垣事務所)를 퇴소하고 , 프리 랜서로서의 기간을 거쳐 11월 15일부터 프로덕션 바오밥의 소속이 된다.
그리고 같은 해 「 코드 기어스 반역의 를르슈 」의 코우즈키 카렌 역으로 제 1 회 성우 어워드 서브 캐릭터 상 여배우 부문을 수상했다.
2011년에는 「 스위트 프리큐어 ♪」 ( 호죠 히비키 / 큐어 멜로디 역)에서 데뷔작 이후 두 번째 ABC 일요일 8:30 틀 주연 되었다.
2011년 9월로서 프로덕션 바오밥을 퇴소하고 10월부터 현재까지 악셀 원 소속으로 활동하고 있다.
성우 산페이 유코와 사이가 좋지만, 산페이가
「기분나빠! 」라든지 「달라붙지마!」등으로 강하게 반응 하는 때가 많다.
그러나 원인은 심각한 것이 아니라, 전부터 코시미즈가 산페이에게 장난스럽게 집적거리는 경우가 많아서,
산페이에게 심한 말로 다루어지고 있는 것이고 바로 그 코시미즈 자신도 「평소의 일」 「서투른 애정 표현」이라 받아들이고 있다.
또, 코시미즈는 블로그 등에서 자주 산페이를 「마이 와이프!」라고 칭한다.
최근 들어서는 산페이로부터 심한 얘기를 들어도 「두근두근하며 기뻐져요」라고 한다.
요정제국의 충실한 팬이면서 마작 애호가로서 알려져있는데 같은 마작 애호가인 우에다 카나와 마작 친구로서 연이 있다.
코야마 타케시가 기획한 그랑프리 ' 공인! 성우계 <雀王> 결정전 ! J - 1 그랑프리 Vol.1이라는 마작 대회 프로그램에 나가 우승한 경험도 있다.
DVD 「스쿨럼블 1학기 제1권」에 같이 출연한 나바타메 히토미, 시미즈 카오리가 코시미즈 아미한테
「코시즈미와「츠카모토 텐마」역은 딱 맞아」라는 말을 들었으나
「그렇게 제게 암시를 걸려 하고있어요」라고 부정,
「저런 바보아가씨가 아니니까 닮지 않았어요! 그나마 비슷하다면 목소리일까…? 아,목소리라면 내 목소리니까 당연한가」
라고 순진무구한(도짓코의) 모습을 보였다.
달에 땅을 구입 예약( 게스트로 출연한 라디오에서 선물 받았다고 함) 해, 「좋은나라, 코시미즈 막부」를 캐치프레이즈하며, 「납세자 모집」을 했다.
그러나 코시미즈 본인은 전혀 도쿠가와 막부에 참근교대제도가 있었던 것을 모른다. 최근에는 화성의 땅도 가지고 싶어하는 것 같다.
자신이 MC를 맡고있는 라디오 프로그램에 노토 마미코가 게스트로 왔을 때
「 유유한 분위기―, 좋은 냄새가 나요― 」라고 연호해 노토를 사로잡을 수 있었다.
이것만 있으면 살 수 있다? 라는 질문에「생명!」이라고 대답한 적이 있다.
노토 마미코, 나바타메 히토미, 호리에 유이 등이 「동물로 비유하자면, 코시미즈는 곤충류!」
라고 말하여 코시미즈 본인이 조금 상처를 받은 적이 있다.
라디오에 공동 출연하고 있는 사쿠라이 타카히로에게
```
「정말 사쿠라이씨는 아저씨네요(웃음)」 「하아하아- 라든지 하는 말 싫어~요 (웃음)」
```

등의 발언을 계속해, 사쿠라이를 격침하는 것이 특기이다.
(최근에는 주로 젊은 여게스트가오면, 이런 매도 시츄에이션을 재료로 한 대화를 들을 수 있다).
키가 크고 손발이 길기 때문에, 문화방송 「아니스파」의 퍼스널리티인, 포아로의 와시자키 다케시로부터「홀릭체형」이라고 불린다.
UFO 캐쳐의 경품 카피바라(특대 휴대전화 스트랩)를 친구들에게 널리 권해, 카피바랜드를 만들고 있다.
피규어를 굉장히 좋아해, 집에 피규어 장식장까지 있다고 한다.

## 출연작

### TV 애니메이션
2002년
- 내일의 나쟈(나쟈 애플필드)
- 포켓몬스터 어드밴스 제너레이션(모모코(148화))

2003년
- 건슬링거 걸(크라에스)

2004년
- 스쿨럼블(츠카모토 텐마)
- 후타코이(이치죠 스미레코)

2005년
- 마이오토메 (니나 웡)
- 교향시편 에우레카세븐 (아네모네)
- BLOOD+ (쟈하나 마오)

2006년
- 모레의 방향(시오자키 코토미)
- 코드기어스 반역의 를르슈(카렌 슈타트펠트/코우즈키 카렌)
- 신족가족(텐코)
- Gift ~ eternal rainbow~(카미시로 유카리)
- 제비뽑기 언밸런스 (리츠코 큐벨 케텐크라트)
- 무적철가방 (칸나즈키 메구미)
- 스쿨럼블 2학기(츠카모토 텐마)

2007년
- 아이돌 마스터 XENOGLOSSIA (타카츠키 야요이)
- 키미키스 pure rouge (호시노 유미)
- sola(사쿠라 사에)
- 스케치북 ~full color's~ (카미야 아사카)
- 마이셀프 ; 유어셀프 (야츠시로 나나카)

2008년
- 늑대와 향신료 (호로)
- 코드기어스 반역의 를르슈 R2(카렌 슈타트펠트/코우즈키 카렌)
- 모노크롬 팩터 (아사무라 마유)
- 스트라이크 위치즈 (샬롯 E 예거(셜리))

2009년
- 겐지 이야기 천년기 Genji (유가오)
- 마리아 님이 보고 계셔 4th season (호소카와 카나코)
- 티어즈 투 티아라 (리므리스)
- 늑대와 향신료Ⅱ (호로)
- 사키-Saki- (하라무라 노도카)
- 괭이갈매기 울 적에 (우시로미야 로자)
- 하늘 가는 대로 (코토즈카 후미에)
- GA 예술과 아트디자인 클래스 (미즈부치)
- 명탐정 코난 (우에하라 유이)
- 팬텀 ~Requiem for the Phantom~ (후지에다 미오)

2010년
- 수호천사 히마리 (히마리)
- 누라리횬의 손자 (사사미)
- 스타 드라이버 빛의 타쿠토 (니치 케이트/이브로뉴)

2011년
- 스위트 프리큐어 (호죠 히비키/큐어 멜로디)
- 신만이 아는 세계 (카스가 쿠스노키)
- 도그 데이즈 (레온미첼리 갈레트 드 루아)
- 냥파이어 The Animation (냥파이어)

2012년
- 기동전사 건담 AGE (알리사 건헤일)
- 사키 Episode Of Side A 아치가편 (하라무라 노도카)

2013년
- 마오유우 마왕용사 (마왕)
- 어떤 과학의 초전자포 (무기노 시즈리)

2014년
- D-Frag! (오오사와 미나미)*
- 킬 라 킬 (Kill La Kill) (마토이 류코)

2020년
- 마왕학원의 부적합자 (에밀리아 루드웰)
- 무효와 로지의 마법률상담사무소 2기 (후루야)

### 극장판 애니메이션
2019년
- 코드 기아스 부활의 를르슈(카렌)
- 프로메어(에리스 아르데비트)

2024년
- 인사이드 아웃 2(기쁨)

### OVA
- 스쿨럼블 1학기 보충수업 (츠카모토 텐마)
- 마리아님이 보고 계셔 (호소카와 카나코)
- AIKa R-16 Virgin Mission (스메라기 아이카)
- 마이 오토메 츠바이 (니나 웡)
- 마이 오토메 0~S.ifr~ (시프르 프란)
- 머더 프린세스 (밀라노 엔트라시아)
- 비밀의 봉오리 (엔도 사야)
- AIKa ZERO (스메라기 아이카)
- 절대충격 ~Platonic Heart~(다이몬지 에미)

### 웹 애니메이션
2007년
- 휴대전화소녀(미시마 이치루)

2014년
- 미소녀전사 세일러문 Crystal(키노 마코토/세일러 쥬피터)

### 게임
- 휴대전화소녀 (미시마 이치루)

2004년
- 쌍연 -후타코이- (이치죠 스미레코)

2005년
- 후타코이 얼터너티브 사랑과 소녀와 머신건 (이치죠 스미레코)
- 쌍연섬 ~사랑과 수영복 서바이벌~ (이치죠 스미레코)
- 테일즈 오브 레젠디아 (페니모르 제르헤스, 튀라 웨르체스)
- 러키☆스타 모에 드릴 (히이라기 카가미)

2006년
- 파이널 리스트 (사코이 와카나)
- 트루 티어즈 (오가사와라 히카리)
- 키미키스 (호시노 유미)
- 룬 팩트리 -신 목장 이야기- (애쉬)
- Gift -Prism- (카미시로 유카리)
- 마이-乙HiME 소녀 무투사!! (니나 웡)

2007년
- 엘반디아 스토리 (에밀리아)
- 진·러키☆스타 모에 드릴 ~여행~ (히이라기 카가미)
- 그로우랜서VI (웬디)
- Another Century's Episode 3 THE FINAL (아네모네)
- 페이트/타이거 콜로세움 (카렌 올텐시아)
- 아가레스트 전기 (디샤나)
- 알트네리코2 세계에 울리는 소녀들의 창조시 (루카 트루리 워즈)
- 코드기어스 반역의 를르슈 (카렌 슈타트펠트)
- 제로의 사역마 ~몽마가 빚는 야풍의 환상곡~ (크리스티나 바사 릭셀 오크센첼나)
- Wonderland ONLINE -암흑의 금술- (샤를로트)
- 마이셀프 ; 유어셀프 (야츠시로 나나카)
- 록맨 젝스 어드벤트 (애쉬)

2008년
- 코드기어스 반역의 를르슈 LOST COLORS (카렌 슈타트펠트)
- 늑대와 향신료 나와 호로의 1년 (호로)
- 페르소나4 (아마기 유키코)
- 티어즈 투 티아라 화관의 대지 (림리스)
- 환상수호전 티어크라이스 (프레데군드)

2009년
- 스즈미야 하루히의 병렬 (미스마루 미코토/이쥬인)
- 스즈미야 하루히의 직렬 (수수께끼의 소녀)
- 늑대와 향신료 바다를 건너는 바람 (호로)
- Dream C Club (아마네)

2010년
- 매리지 로얄 프리즘 스토리 (다이바 미나토)

2012년
- 슈퍼 단간론파[탄환논파] 2 (초고교급 경음악부 미오타 이부키)

2021년

### 드라마CD
- 러키☆스타 드라마CD(히이라기 카가미)
- 키미키스 드라마 시리즈 Vol.1~6 (호시노 유미)
- 슈라키 (미시로 아카츠키)
- 사키-Saki- (하라무라 노도카)
- ALL AROUND TYPE-MOON 아넨엘베의 하루 (카렌 올텐시아)

### 실사
- 드라마 : 달의 퍼즐 (시미즈 마미)
- 연극 : 슈퍼 연극 스쿨럼블 ~하리마군은 원숭이야!~ (츠카모토 텐마)

### 라디오
- 스크란☆차모임! (시미즈 카오리 진행, 2~3월 보조진행)
- 모네 방과후 라디오 (인터넷 라디오, 고토 사오리와 공동진행)
- 아리카와 니나의 오토메틱 레이디오 (인터넷 라디오, 키쿠치 미카와 공동진행)
- 아미와 카오리의 키미키스 튜닝업♪ (인터넷 라디오, 미즈하시 카오리와 공동진행)
- 쿠지언라디오 릿교인 학교 방송부 (인터넷 라디오, 노나카 아이와 공동진행)
- 아이카 액티브 어드벤처 (인터넷 라디오)
- 하루카와 야요이의 야요이식 라디오 (인터넷 라디오, 이구치 유카와 공동진행)
- 사키라지 -키요스미 고교 마작부- (인터넷 라디오, 우에다 카나와 공동진행)
- 오오카믹라디오 (인터넷 라디오, 후쿠야마 준과 공동진행)
- 콘체르토 게이트 파티 (키타무라 에리와 공동진행)
- 오마히마☆HR - 노미즈 이오리와 공동진행. (인터넷 라디오, 2009년 11월 12일 - 2010년 4월 30일)